# Hippolyte Arnoux

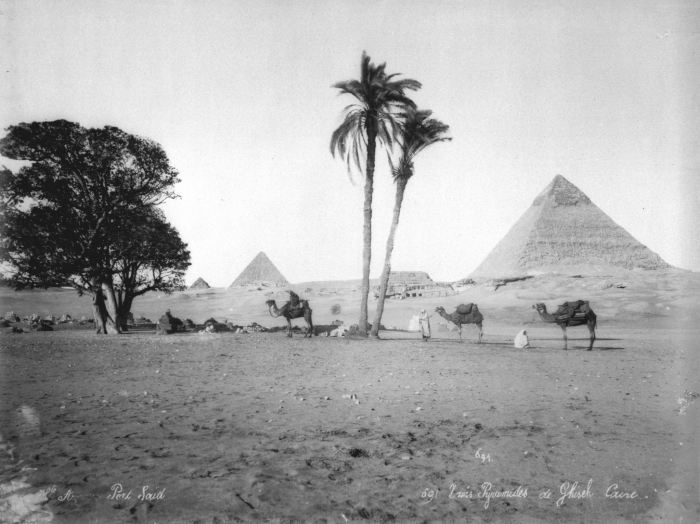
Pyramidy v Gize, archiv Tropenmuseum, Amsterdam

Hippolyte Arnoux (aktivní asi v letech 1860 – asi 1890) byl francouzský fotograf a vydavatel působící ve městě Port Said na severu Egypta. Během 60. let 19. století dokumentoval budování Suezského průplavu a výsledné fotografie publikoval jako Album du Canal de Suez. Současně občas spolupracoval s bratry Zangakiovými, což byli dva řečtí fotografové vlastnící fotografické studio ve městě Port Said. Na konci 60. let se Arnoux stal partnerem Antonia Beata.

## Galerie

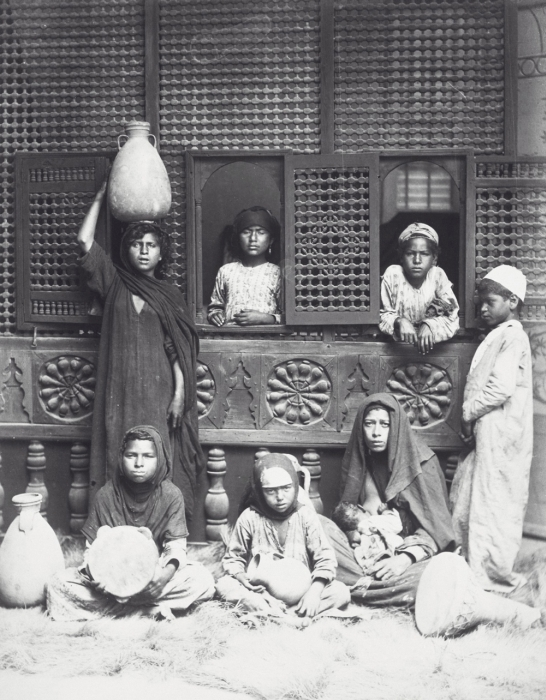
Studiová fotografie egyptských žen a dětí, asi 1890
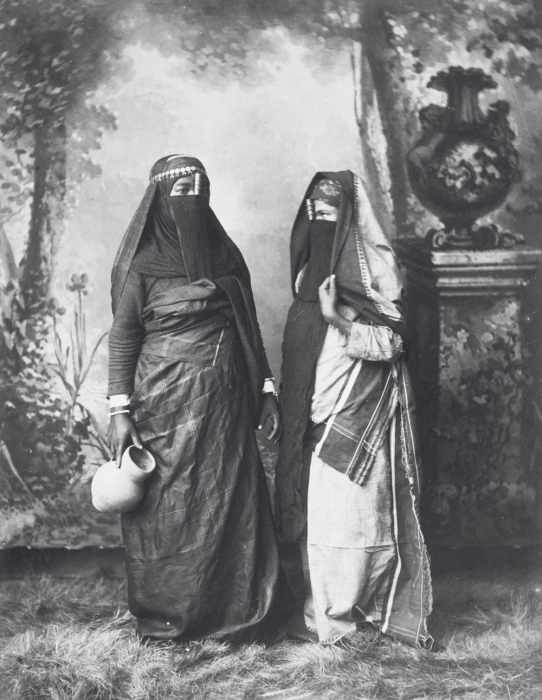
Egyptské ženy, 26,3 × 20,2 cm
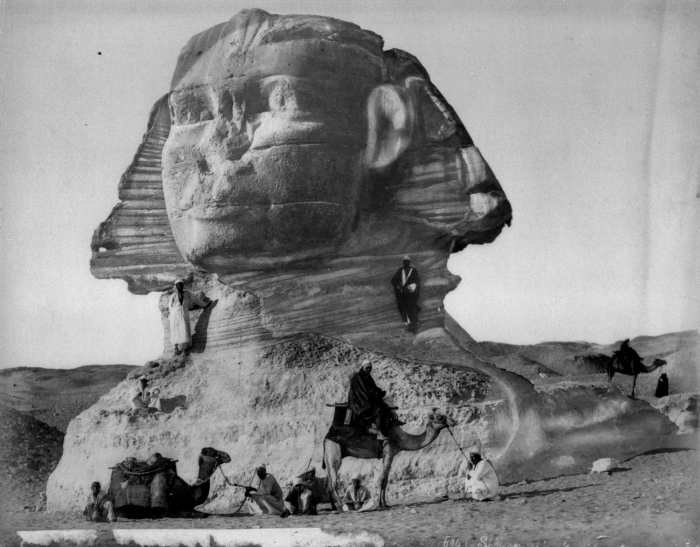
Velká sfinga v Gíze, 1870–1900
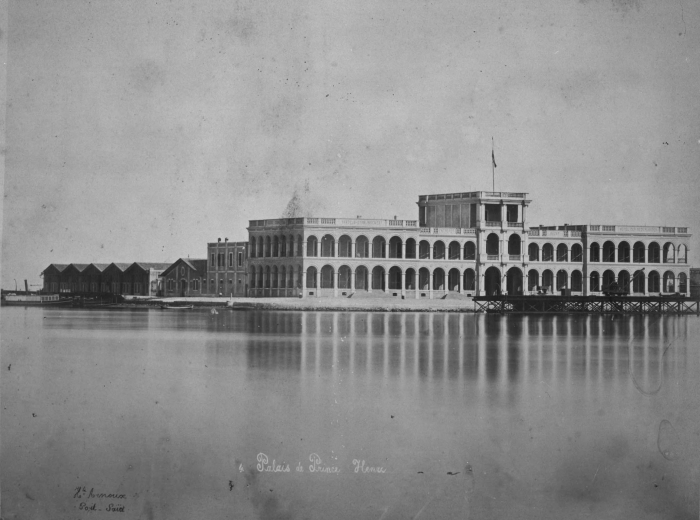
Nizozemský hotel v přístavu Port Said
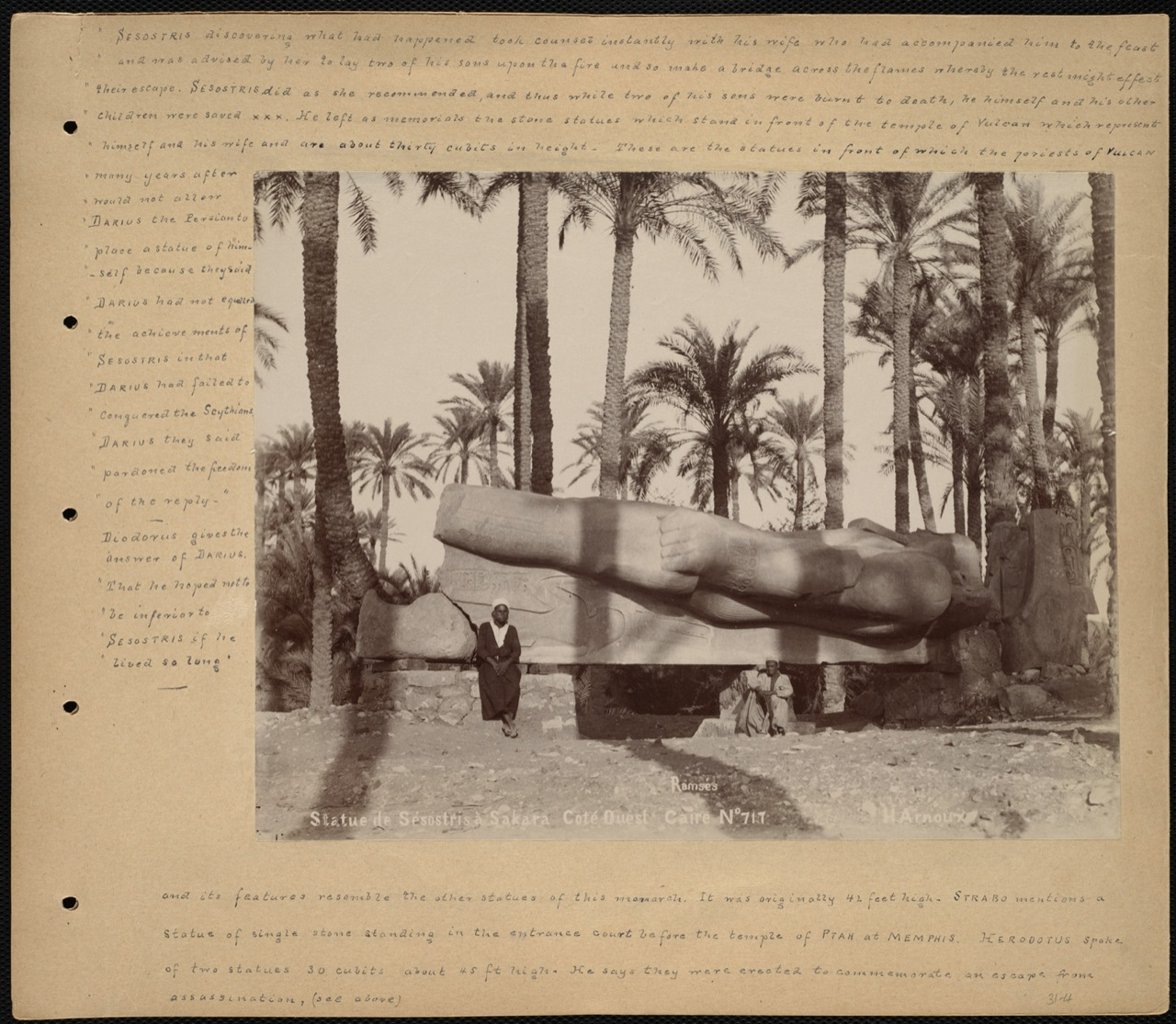
Socha Ramsese II.
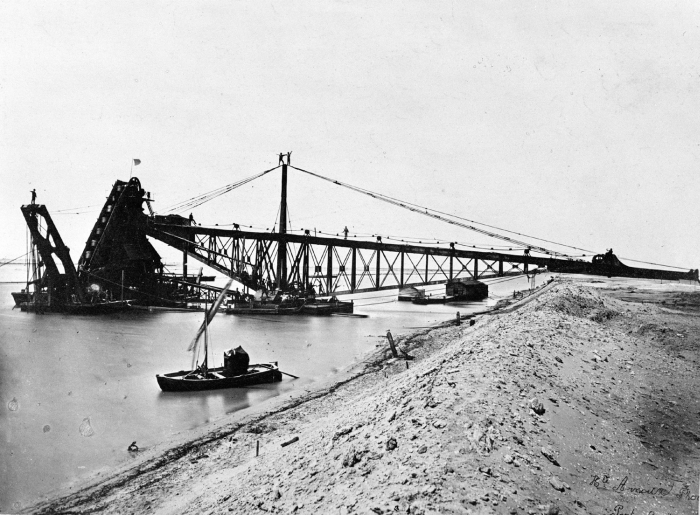
Stavba Suezského průplavu, asi 1870
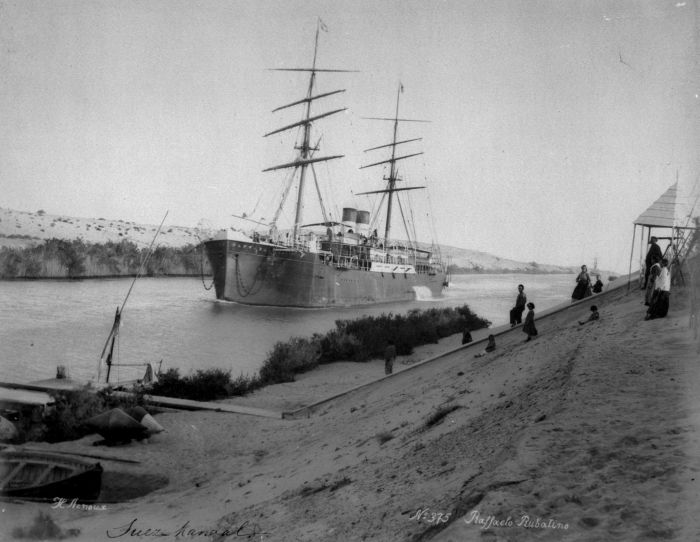
Loď Raffaelo Rubatino v Suezském průplavu